# 津軽寧都
津軽 寧都（つがる やすと）は、江戸時代中期の弘前藩士。

## 生涯
津軽政模の次男として誕生。享保9年（1724年）、兄・模尚が家督を継いだ際に500石を分けられ、分家した。寛保元年（1741年）に大組頭、翌年には手廻組頭となった。延享元年（1744年）、300石を加増され800石の家老となった。宝暦2年（1751年）には、藩内が窮乏を極め、今井源五左衛門と共に幕府に陳情し、1万石の借用に成功した。
明和6年（1769年）に藩主・津軽信寧より「寧」の偏諱を与えられ「寧都」に改名した。生来寛大な人柄から人望を集めた。

## 系譜
- 父：津軽政模（1681-1724）
- 母：不詳
- 室：不詳
  - 男子：津軽尚徳（1746-1806）
  - 六男：津軽模宏（1757-1831） - 津軽範盛の養子